# Vuur
Vuur (nl.: Feuer) ist eine niederländische Progressive-Metal-Band.

## Geschichte
Im Jahre 2015 veröffentlichte die die ehemalige The-Gathering-Sängerin Anneke van Giersbergen zusammen mit Arjen Lucassen (u. a. Ayreon) ein Album ihres Projekts The Gentle Storm. Van Giersbergen wollte mit dem Projekt auf Tournee gehen, musste dafür aber eine Band zusammenstellen, da Lucassen keine Tourneen spielen möchte. Zu der Liveband gehörten der ehemalige Gorefest-Schlagzeuger Ed Warby, die Gitarristen Ferry Duijsens, Merel Bechtold und Ruud Jolie, der Bassist Johan van Stratum (u. a. Stream of Passion), der Keyboarder Jost van den Broek und die Sängerin Marcela Bovio (u. a. Stream of Passion). Während der Tournee entschloss sich van Giersbergen, dieses Projekt weiterzuführen. Allerdings sollte die Musik härter und progressiver sein als die von The Gentle Storm, während ihre Soloalben mehr im akustischen Folk angesiedelt sein sollte.
Ursprünglich sollte die Band Fire heißen. Allerdings gab es schon mehrere Bands mit diesem Namen. Schließlich entschied man sich für das niederländische Wort für Feuer. Der Bandname kann aber auch als Leidenschaft oder Antrieb gedeutet werden. Von der Liveband von The Gentle Storm gehören Ed Warby, Ferry Duijsens, Johan van Stratum und Marcela Bovio Vuur an. Jord Otto, der zuvor bei ReVamp spielte, stieß dann als zweiter Gitarrist hinzu. Zusammen mit dem Musikproduzenten Joost van den Broek nahm die Band im Februar 2017 ihr Debütalbum auf. Beim Songwriting wurden die Musiker von van den Broek sowie von Mark Holcombe (Periphery), Esa Holopainen (Amorphis) und Daniel Cardoso (Anathema) unterstützt. Die Aufnahmen fanden in den Sandlane Recording Facilities in Rijen statt. Während die Band am Album arbeitete, verließ Marcela Bovia Vuur wieder.
Am 9. Juni 2017 spielten Vuur in Leeuwarden ihr erstes Konzert, bevor im Sommer 2017 Festivalauftritte beim Tuska Open Air Metal Festival, dem Dynamo Metal Fest oder dem Masters of Rock folgten. Die Veröffentlichung des Debütalbums In This Moment We Are Free – Cities erfolgte 20. Oktober 2017 über das deutsche Plattenlabel InsideOut Music. Jedes der elf Lieder steht im Zusammenhang mit Städten, die van Giersbergen im Laufe ihres Lebens bereist hat und einen starken Eindruck bei ihr hinterlassen haben. Zu den elf Städten gehören Berlin, Rotterdam, Beirut, San Francisco, Rio, London, Santiago, Mexiko-Stadt, Helsinki, Istanbul und Paris. Ferner würde das Leben aus Gegensätzen bestehen und Menschen würden sich mehr und mehr in Extremen positionieren. Musik würde die Menschen verbinden und frei werden lassen.
Das Album stieg auf Platz zwei der niederländischen Albumcharts ein. Im Herbst 2017 folgte eine Europatournee gemeinsam mit Myrath als Vorgruppen von Epica, bevor für Februar 2018 eine eigene Headlinertournee mit der Vorgruppe Votum folgte. Im Sommer 2018 spielte die Band auf den Festivals Metaldays, FortaRock Festival und Dynamo Metal Fest. Bei den Metal Hammer Awards 2018 wurde In This Moment We Are Free – Cities in der Kategorie Bestes Debütalbum nominiert. Der Preis ging jedoch an die Band Phil Campbell and the Bastard Sons.

## Stil
Laut Anneke van Giersbergen hat die Musik von Vuur die Melancholie von The Gathering und viele Elemente von The Gentle Storm. Allerdings würden Vuur etwas dunkler klingen und weniger Folk-Elemente haben. Vuur wären von „maskulinen Acts“ wie Mastodon oder Devin Townsend beeinflusst, wobei van Giersbergen „Härte mit Schönheit kombinieren“ möchte.

## Diskografie

### Alben
| Jahr | Titel Musiklabel                                    | Höchstplatzierung, Gesamtwochen, AuszeichnungChartsChartplatzierungen (Jahr, Titel, Musiklabel, Platzierungen, Wochen, Auszeichnungen, Anmerkungen) | Anmerkungen                            |
| Jahr | Titel Musiklabel                                    | NL | Anmerkungen                            |
| ---- | --------------------------------------------------- | --- | -------------------------------------- |
| 2017 | In This Moment We Are Free – Cities InsideOut Music | NL2 (2 Wo.)NL | Erstveröffentlichung: 20. Oktober 2017 |

### Musikvideos
- 2017: My Champion – Berlin

## Nominierungen
Metal Hammer Awards
| Jahr | Kategorie         | für                                 | Resultat  |
| ---- | ----------------- | ----------------------------------- | --------- |
| 2018 | Bestes Debütalbum | In This Moment We Are Free – Cities | Nominiert |